# Wietrzno (Pomerania Occidental)
Wietrzno [pronunciación en polaco: /ˈvjɛtʂnɔ/] (alemán: Vettrin) es un pueblo en el distrito administrativo de Gmina Polanów, dentro del Distrito de Koszalin, Voivodato de Pomerania Occidental, en el noroeste de Polonia. Se encuentra aproximadamente 5 kilómetros al sudoeste de Polanów, 35 kilómetros al este de Koszalin, y 155 kilómetros al noreste de la capital regional, Szczecin.
Hasta 1945 el área era parte de Alemania. Para la historia de la región, véase Historia de Pomerania.
El pueblo tiene una población de 100 habitantes.